# گیتان تینه
گیتان ایزا لور تینه (به فرانسوی: Gaëtane Iza Laure Thiney) (زادهٔ ۲۸ اکتبر ۱۹۸۵) یک بازیکن زن فوتبال است.وی هم‌اکنون برای تیم ژوویزی و در لیگ برتر فوتبال زنان فرانسه بازی می‌کند. پست تخصصی وی هافبک است اما در پست مهاجم نیز بازی می‌کند. او همچنین یکی از اعضای تیم ملی فوتبال زنان فرانسه است و اولین تورنومنت بزرگ خود را با این تیم در مسابقات فوتبال زنان اروپا ۲۰۰۹ تجربه کرد. او تاکنون دو مرتبه موفق شده است تا عنوان بهترین بازیکن سال فرانسه در لیگ برتر زنان را به خود اختصاص دهد.